# Irfan Habib
Irfan Habib (hindi : इरफान हबीब, ourdou : عرفان حبیب, gujarati : ઈરફાન હબીબ ; né le 12 août 1931) est un historien marxiste indien, ancien président du Indian Council of Historical Research. Il est professeur émérite de l'université musulmane d'Aligarh, ancien membre du Indian History Congress. Avec Ram Sharan Sharma, il est un des historiens indiens de réputation internationale.

## Biographie
Irfan Habib est le fils de Mohammad Habib, historien et militant pour l'indépendance de l'Inde. Son grand-père paternel, Mohammad Naseem, est un riche avocat et militant nationaliste, fondateur de la section de Lucknow du Congrès national indien en 1916. Sa mère Sohaila Habib (née Tyabji) est la fille de Abbas Tyabji, un proche de Gandhi, qui devint juge en chef de la Cour suprême du Gujarat. Sa femme, Sayera Habib (née Siddiqui) a été professeur d'économie à l'université musulmane d'Aligarh. 

## Éducation et travaux

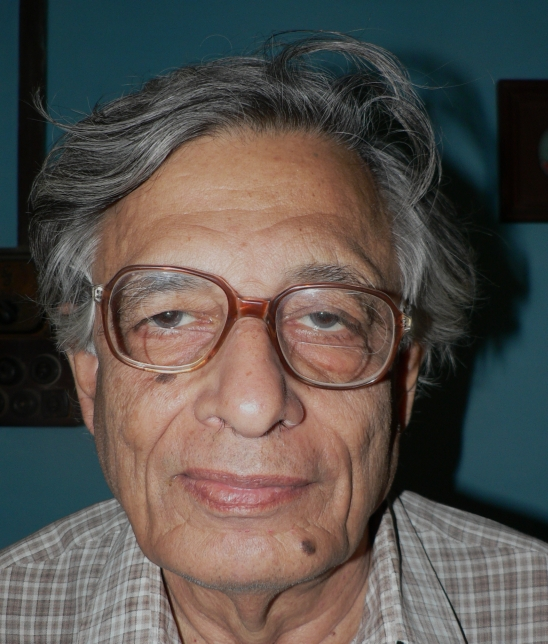
Irfan Habib en 2007

Irfan Habib étudie à l'université musulmane d'Aligarh, où il obtient un B.A. puis un M.A. en histoire. Il est alors rédacteur en chef du journal des étudiants du département d'histoire. Il soutient par la suite une thèse au New College de l'université d'Oxford, sous la direction de C. C. Davies.
Il devient professeur d'histoire à l'université musulmane d'Aligarh entre 1969 et 1991, où il président le Centre d'études avancées en histoire (Centre of Advanced Study in History) de l'Université de 1975 à 1977 et de 1984 à 1994. Il est par la suite nommé professeur émérite du département d'histoire de l'université.
Ses travaux portent notamment sur la géographie historique de l'Inde ancienne, l'histoire des sciences et des technologies en Inde, l'administration médiévale, l'histoire économique, le colonialisme et son impact sur l'Inde, ainsi que l'historiographie.
Amiya Kumar Bagchi décrit Irfan Habib comme « l'un des deux plus brillants historiens marxistes indiens et en même temps, l'un des plus grands historiens encore en vie de l'Inde du XIIe au XVIIIe siècle ».
Sumit Sarkar dit à son propos : « L'historiographie indienne, qui commence avec Damodar Dharmananda Kosambi dans les années 1950, est reconnue dans le monde entier — partout où l'histoire du sous-continent indien est enseignée ou étudiée — comme égale ou supérieur à toute la production scientifique étrangère. C'est pourquoi Irfan Habib, Romila Thapar ou Ram Sharan Sharma sont des personnages respectés même par les universités américaines les plus anti-communistes. Il est impossible de les ignorer si vous étudiez l'histoire du sous-continent indien ».

## Responsabilités
Il a été président du Indian Council of Historical Reseach de 1987 à 1993. Il a également été président de l'Indian History Congress en 1981. Il est membre associé de la Royal Historical Society britannique depuis 1997.

## Positionnement politique et philosophique
Habib se présente comme un marxiste et fonde ses travaux sur l'historiographie marxiste.

## Conflit avec le gouvernementBJP
Irfan Habib est parmi les historiens qui se sont opposés à ce qu'ils ont qualifié de « réécriture de l'histoire » de la part du gouvernement indien conduit par l'Alliance démocratique nationale et le BJP. Il a notamment critiqué Murli Manohar Joshi, ministre du développement des ressources humaines. Il est également parmi les historiens de l'Indian History Congress de 1998 qui ont fait voter une résolution contre la « saffronisation » de l'histoire. En réponse, les historiens du National Council of Educational Research and Training et le ministre Murli Manohar Joshi ont publié un livre destiné à contrer l'« histoire selon Habib & Co ».

## Distinctions
- Prix Watumull de l'American Historical Association, 1982 (avec Tapan Raychaudhuri)
- Padma Bhushan, 2005
- Muzaffar Ahmad Memorial Prize, 2006
- Docteur honoris causa ès lettres de l'université hindoue de Bénarès, 2008
- Ibn Sina Memorial Lecture (Ibn Sina Academy of Medieval Medicine and Sciences), 2009

## Publications
Livres écrits ou coécrits
- The Agrarian System of Mughal India 1556-1707. Publié en 1963 par l'Asia Publishing House. Seconde édition publiée en 1999 par Oxford University Press.
- An Atlas of the Mughal Empire: Political and Economic Maps With Detailed Notes, bibliographie et index, Oxford University Press, 1982
- Essays in Indian History - Towards a Marxist Perception. Tulika Books, 1995.
- The Economic History of Medieval India: A Survey. Tulika Books, 2001.
- Medieval India: The Study of a Civilization. National Book Trust, 2008.
- People's History of India - Part 1: Prehistory. Aligarh Historians Society and Tulika Books, 2001.
- People’s History of India Part 2 : The Indus Civilization. Aligarh Historians Society and Tulika Books, 2002.
- A People's History of India Vol. 3 : The Vedic Age. (coauteur Vijay Kumar Thakur) Aligarh Historians Society and Tulika Books, 2003.
- A People's History of India - Vol 4 : Mauryan India. (coauteur Vivekanand Jha) Aligarh Historians Society and Tulika Books, 2004.
- A People's History of India - Vol 28 : Indian Economy, 1858-1914. Aligarh Historians Society and Tulika Books, 2006.

Livres sous la direction d'Irfan Habib
- The Cambridge Economic History of India - Volume I: 1200-1750 (coéditeur Tapan Raychaudhari)
- UNESCO History of Civilizations of Central Asia, Vol 5 : Development in contrast: from the sixteenth to the mid-nineteenth century. (coéditeurs Chahryar Adle and K M Baikapov)
- UNESCO History of Humanity, Vol 4: From the seventh to the sixteenth century. (avec plusieurs coéditeurs).
- UNESCO History of Humanity, Vol 5: From the sixteenth to the eighteenth century. (avec plusieurs coéditeurs).
- The Growth of Civilizations in India And Iran
- Sikh History from Persian Sources
- Akbar and His India
- India - Studies in the History of an Idea
- State & Diplomacy under Tipu Sultan
- Confronting Colonialism
- Medieval India - 1
- A World to Win - Essays on the Communist Manifesto (coéditeurs Aijaz Ahmed and Prakash Karat)